# 住友七繪
住友七繪（日语：／ Sumitomo Nanae，7月27日—），日本女性配音員、旁白。出身於兵庫縣神戶市。青二Production所屬。身高156cm。B型血。

## 簡歷
大阪教育大學畢業。青二塾大阪校第7期畢業。

## 人物
音域：中～高音。擅長方言：關西方言、神戶方言。
興趣：看電影、戶外運動、海上運動。特長：倒退跑步、壘球、足球。
資格、執照：小學1類教師執照、圖書館員執照、普通汽車執照、中型摩托車執照。

## 演出

### 電視動畫
年份不詳
- 蠟筆小新（女主角）

1993年
- 足球風雲（阿姨）
- 劍勇傳說YAIBA（女學生）
- GS美神（惡靈、車上販售員、辣妹、女孩）
- 灌籃高手（河合瑪莉、女性、女學生）
- 小小男子漢（辣妹A）
- 餓狼傳說2（女孩子A）

1994年
- 美少女戰士S（1994年—1996年，協調員、愛野美奈子／水手金星〈代演〉）2系列
- 橘子醬男孩（鈴木亞梨實的朋友）

1995年
- 近所物語（販售員、里沙）

1996年
- 鬼太郎 (第4作)（1996年—1997年，主婦、禮子、阿姨、魔女、洋子 等）

1998年
- 吉本無知子物語（日语：ヨシモトムチッ子物語）（無知子、占卜師 等）

2000年
- 哆啦A夢 (大山羨代版)（瑪莉）

2002年
- 寶貝婆婆（神宮寺溫子[7]）

2006年
- erico（日语：erico）（美華、桃子）

2012年
- 戰國Collection（高橋純的母親）

### 電影動畫
- 劇場版 灌籃高手（日语：スラムダンク (1994年の映画)）（1994年，女學生）
- 炸彈人：謝謝你的勇氣，我能聽到聲音（1995年）
- 地球變動之日（日语：地球が動いた日）（1997年，志工A）
- 鈴芽之旅（2022年）

### OVA
- 天氣預報大姊姊（日语：お天気お姉さん (漫画)）（1995年，河合倫子的朋友）

### 遊戲
1995年
- 黑之斷章（日语：涼崎探偵事務所ファイル）（冬川希）

1996年
- BS超級瑪利歐兄弟USA Power Challenge（奇諾比奧）
- 鬥神傳3（日语：闘神伝）（藤）

1997年
- 瑪利歐越野摩托車（奇諾比奧）
- 咯咯咯的鬼太郎（正和、小百合）[注 1]
- 鬥神傳方塊（藤雫）

1998年
- BS超级瑪利歐合輯（奇諾比奧）
- 傭兵之盾Special
- 天仙娘娘 ～劇場版～（士荒）

1999年
- 奏（騷）樂都市大阪（日语：ソウ楽都市OSAKA）（GN·TXT）
- 真愛物語2（日语：トゥルー・ラブストーリー）（麻生優子）

### 廣播劇CD
- 究極瘋狂大射擊（日语：究極パロディウス）（1997年）
- 女神異聞錄 Persona（1998年，藤森知美）

### 外語配音

#### 電影
- 另類殺手（英语：Grosse Pointe Blank）（塔妮亞）
- 超級巨人（英语：Hoffa (film)）（喬伊）
- Last Lives（艾德麗安）
- 過去完成式（英语：Past Perfect (1996 film)）（艾莉·馬西〈蘿莉·荷登〉）
- 星際之門 ※影碟版。
- 第三入侵者（英语：Unlawful Entry (film)）（萊拉）
- 一眉道人（道女）

#### 電視影集
- 都市奇俠（英语：The Equalizer (1985 TV series)）（茱蒂）

### 旁白
- 揭開寺廟面紗（日语：お坊さんバラエティ ぶっちゃけ寺）&阿Q猜謎王（日语：クイズプレゼンバラエティー Qさま!!） 合體3小時特集（2016年2月29日）
- 德光和夫的感動重逢"想見你"（日语：徳光和夫の感動再会"逢いたい"）（2008年10月—2009年3月）
- 中居大師說（不定期）
- 跳躍門（日语：はねるのトびら）「時尚魔女阿布與變化（日语：オシャレ魔女 アブandチェンジ）」天之聲（阿布的阿姨）「縮短的鐵路之夜」出題
- Broad Caster（日语：ブロードキャスター）「為了父親的WIDE SHOW講座（日语：お父さんのためのワイドショー講座）」
- 帥呆了！「山奧 ～豬群之亂～」「好想去附近一處地方」
- MentoreG（日语：メントレG）
- GameWave（日语：GameWave）
- 悠哉悠哉散步（日语：若大将のゆうゆう散歩）（「尋找好東西」單元）（2012年6月—8月31日）
- 新·情報7days Newscaster（日语：情報7daysニュースキャスター）（2014年4月5日—2022年3月18日）

## 腳註

## 外部連結
- 住友七繪｜青二Production （日語）